# Першин В'ячеслав Дмитрович
В'ячеслав Дмитрович Першин (22 жовтня 1937) — радянський футболіст.

## Життєпис
Розпочав футбольну кар'єру в аматорській команді «Хімік» (Дніпродзержинськ). 1956 року виступав у команді класі «Б» «Металург» (Запоріжжя) й дублюючому складі київського «Динамо». Протягом 1957—1960 років був гравцем одеського СКА. З 1960 по 1964 рік виступав за луганську «Зорю», зокрема в сезонах 1963 і 1964 — разом зі своїм тезком В'ячеславом Володимировичем Першиним. У 1966—1967 роках був гравцем київського СКА. 1968 року зіграв 19 матчів у найвищому дивізіоні чемпіонату СРСР у складі донецького «Шахтаря». Згодом був гравцем тернопільського «Авангарду». Сезон 1970 року відіграв у чернігівській «Десні» під керівництвом Олега Базилевича.